# Department of Biodiversity, Conservation and Attractions
Das Department of Biodiversity, Conservation and Attractions (kurz DBCA) ist eine Behörde im australischen Bundesstaat Western Australia. Sie ist für die Verwaltung der See- und Landflächen, die im Conservation and Land Management Act 1984, dem Rottnest Island Authority Act 1987, dem Swan and Canning Rivers Management Act 2006, dem Botanic Gardens and Parks Authority Act 1998, und dem Zoological Parks Authority Act 2001 beschrieben werden, als auch für die Umsetzung von Gesetzgebung zu Umweltthemen im Bundesstaat Western Australia verantwortlich.
Die Behörde entstand 2017, als das Department of Parks and Wildlife, die Botanic Gardens and Parks Authority, die Zoological Parks Authority und die Rottnest Island Authority verschmolzen wurden.
General Director der Behörde ist seit 2017 Mark Webb.

## Struktur
Die Behörde untersteht dem Umweltminister, und dem Minister für Tourismus in Western Australia. Des Weiteren ist die Behörde in die Zweige Parks and Wildlife Services, die Botanic Garden and Parks Authority, die Zoological Parks Authority und die Rottnest Island Authority unterteilt.